# رأی یک‌صدا
رأی یک‌صدا نوعی رأی است که به صورت دسته‌جمعی و با صدای بلند از رأی‌دهندگان اخذ می‌شود. در رأی یک‌صدا، رأی‌گیرنده اکثریت برنده را از روی بلندی صدایشان تشخیص می‌دهد. رأی‌گیری یک‌صدا به عنوان یکی از سریع‌ترین روش‌های رأی‌گیری شناخته می‌شود.
کارگروه مهندسی اینترنت به صورت سنتی از نوع خاصی رأی یک‌صدا به شکل «هوممم»گفتن برای تشخیص تقریبی اجماع استفاده می‌کند.